# Dankgebed
Het Dankgebed is een hermetische tekst uit het Romeinse Egypte van de late oudheid die werd toegeschreven aan Hermes Trismegistus, een legendarische wijsgeer. De tekst is oorspronkelijk in het Grieks geschreven in de eerste eeuw, maar is in drie latere versies overgeleverd. Een Latijnse vertaling vormt de afsluiting van de Asclepius. Daarnaast staat een Griekse versie als zelfstandige tekst in de Papyrus Mimaut. De derde versie is Koptisch, en maakt deel uit van de Nag Hammadigeschriften. 
In de Latijnse Asclepius wordt het Dankgebed voorafgegaan door een voorbericht. Dat bevat de mededeling dat Hermes Trismegistus, Asclepius, Tat en Ammon zich van het heiligste deel van een Egyptische tempel naar een ander vertrek begeven. Zij richten de blik naar het zuiden om het gebed uit te spreken. Asclepius vraagt of ze geen kruiden of wierook moeten branden. Hermes acht het heiligschennis om wierook te branden als men tot God bidt: 'Hij die zelf het Al is, of beter gezegd in wie het Al is, heeft toch niets nodig. Neen, ons gebed dient een dankzegging te zijn. Dat is de hoogste vorm van bewieroking als de stervelingen God dank zeggen.' Dit voorbericht ontbreekt in de beide andere versies. 
Er is consensus op het vakgebied dat de Koptische vertaling de oorspronkelijk Griekse tekst van het gebed het best weergeeft. Op basis van die Koptische vertaling werd vastgesteld dat de auteur van de Latijnse vertaling op een aantal punten onzorgvuldig was geweest en op eigen gezag stukken had toegevoegd en weggelaten. Zowel in de Latijnse tekst als in de Griekse versie van de Papyrus Mimaut zijn een aantal typisch Egyptische noties uit de tekst geretoucheerd. In deze laatste twee versies zijn ook een aantal seksueel gekleurde uitdrukkingen weggelaten of verschillend weergegeven, omdat die kopiisten een aantal zaken in de oorspronkelijke Griekse versie kennelijk te realistisch beschreven achtten.    
De drie overgeleverde versies zijn jonger dan de oorspronkelijke, Griekse tekst van het Dankgebed, die wordt gedateerd op de eerste decennia van de eerste eeuw. Tevens circuleerde het origineel waarschijnlijk als zelfstandige tekst, en werd het pas later toegevoegd aan de Asclepius met een voorbericht. De drie bij Nag Hammadi gevonden hermetische geschriften, Inwijding in de achtste en negende sfeer, Dankgebed en acht hoofdstukken van de Asclepius maakten in die volgorde deel uit van dezelfde codex. Tussen de laatste twee geschriften is een kort bericht van een afschrijver: 'Ik heb dit ene stuk van hem overgeschreven. In feite zijn zijn er zeer veel stukken tot mij gekomen. Ik heb ze niet overgeschreven, omdat ik dacht dat jullie die al hadden'. Die laatste twee elementen leidden bij een aantal onderzoekers tot de veronderstelling dat het Dankgebed een formuliergebed was en deel uitmaakte van een soort hermetisch liedboek. 
De eerste regels luiden: 
 Het gebed dat zij uitspraken luidt aldus
 Wij brengen u dank met geheel onze ziel
 en met geheel ons hart tot U uitgestrekt
 o onuitsprekelijke Naam
 die geëerd wordt met de benaming God 
 en geprezen wordt met de benaming Vader
Hierna wordt dank uitgesproken voor de gave van de gnosis. Wij verheugen ons, omdat Gij ons met Uwe gnosis verlicht heeft. Er volgt daarna een passage, die de glorie van de hoogste androgyne godheid uitdrukt.
 wij kennen U, Baarmoeder der Genade
 bezwangerd door zaad
 wij kennen u, Baarmoeder
  bevrucht door het geslacht ( letterlijk geslachtsdeel) van de Vader
 wij kennen U, verwekkende Vader
De tekst eindigt met een aantal zinnen waarin men elkaar na het gebed omhelst, een heilige kus geeft en een gezamenlijke maaltijd gebruikt die rein was omdat het geen bloed bevatte.